# Anat (Vorname)
Anat ist ein Vorname.

## Herkunft und Bedeutung
Er wird meist als weiblicher Vorname gebraucht und ist die hebräische Variante des Namens Anath.

## Bekannte Namensträger
- Anat R. Admati (* 1956), in Israel geborene Ökonomin und Professorin
- Anat Atzmon (* 1958), israelische Schauspielerin und Sängerin
- Anat Ben-David, israelische Musikerin
- Anat Cohen (* 1975), israelische Jazzmusikerin
- Anat Even (* 1960), israelische Regisseurin
- Anat Feinberg (* 1951), israelische Literaturwissenschaftlerin
- Anat Fort (* 1970), israelische Pianistin des Modern Jazz und Komponistin
- Anat Kam, auch Anat Kamm (* 1987), israelische Journalistin